# Ga Luang Prabang
Ga Luang Prabang (tiếng Lào: ສະຖານີ ຫຼວງພະບາງ, tiếng Trung: 琅勃拉邦站) là nhà ga ở Luang Prabang, Lào. Đây là nhà ga thứ 9 trên tuyến đường sắt Viêng Chăn – Boten. Tòa nhà chính được hoàn thành vào ngày 3 tháng 12 năm 2020 và nhà ga được khai trương cùng với phần còn lại của tuyến này vào ngày 3 tháng 12 năm 2021.
Tòa nhà ga nằm trên khu đất rộng 7.970 mét vuông (85.800 foot vuông) có hai sân ga và bốn đường ray cũng như sảnh nhà ga có thể chứa 1.200 hành khách.

## Hình ảnh

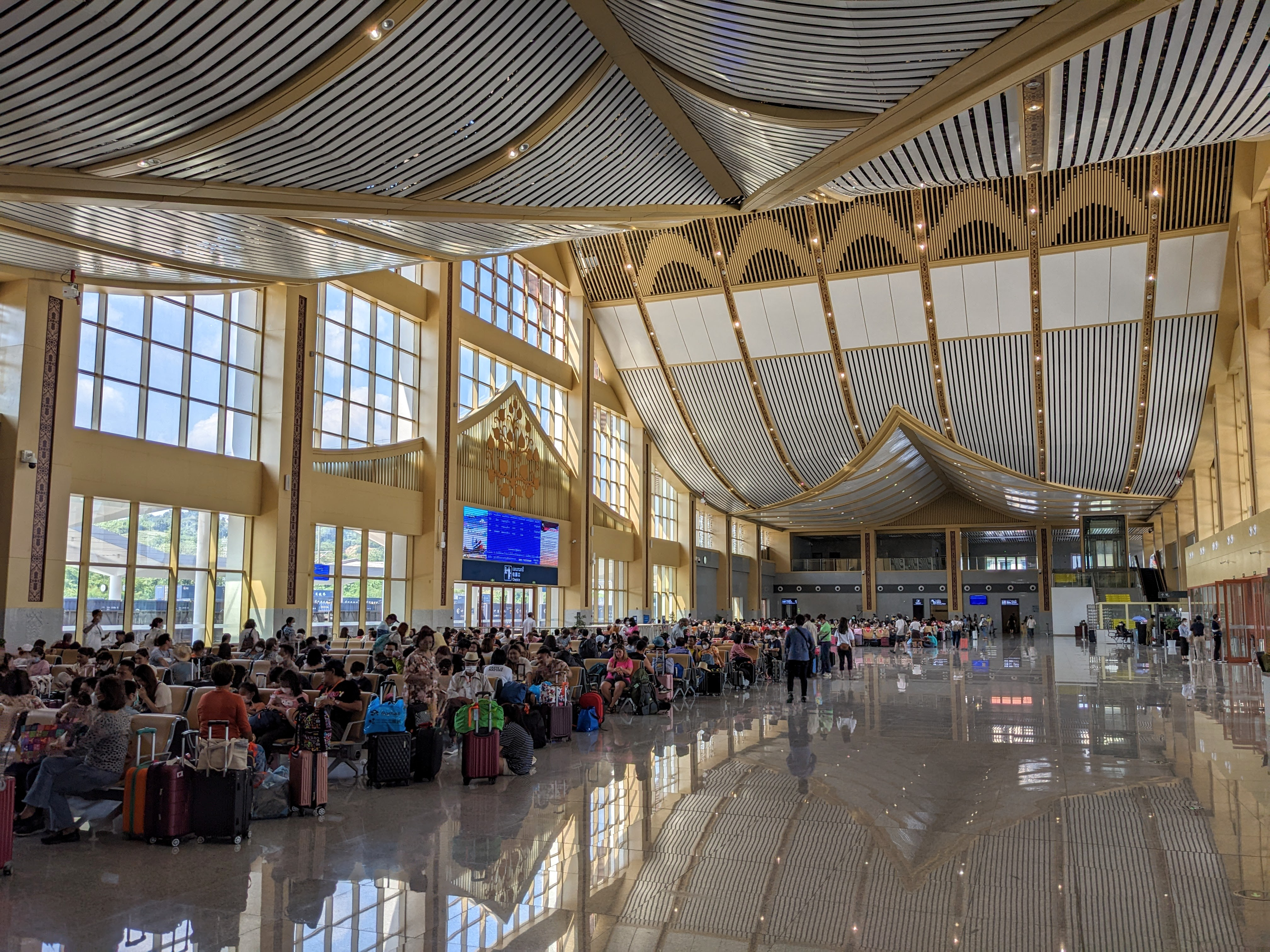
Bên trong nhà ga Luang Prabang
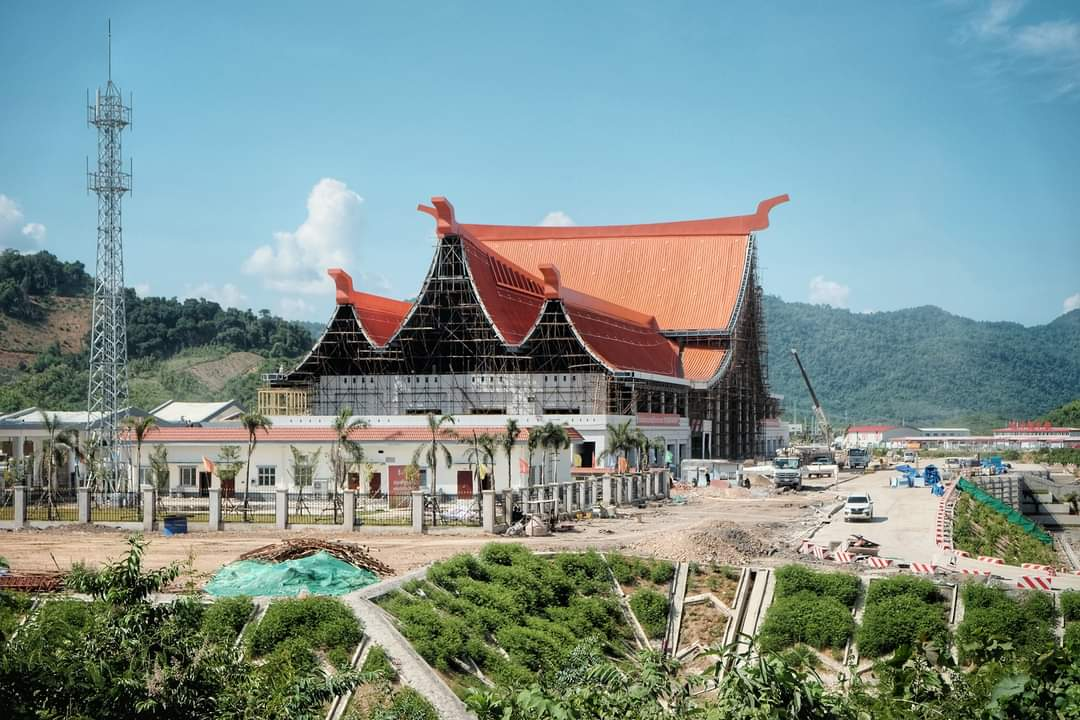
Nhà ga Luang Prabang đang được xây dựng vào năm 2021